# Osiedle Ogrodowe
Osiedle Ogrodowe (do roku 1958 Osiedle A-32) – zabytkowe osiedle w Krakowie, jedno z osiedli starszej części Nowej Huty, w dzielnicy XVIII, niestanowiące jednostki pomocniczej niższego rzędu w ramach dzielnicy.
Znajduje się pomiędzy ulicami Mierzwy (dawniej ZMPowców), Gajocha (dawniej Komunistycznej Partii Polski), Zuchów, Jana Pawła II (dawniej Rewolucji Kubańskiej).
Osiedle zostało zbudowane w drugim okresie budowy Nowej Huty, tj. w latach 1950–1956. W niektórych bramach na osiedlu Ogrodowym możemy podziwiać ozdobne kasetony. Najczęściej zauważanym detalem architektonicznym na osiedlu są attyki, gzymsy i prostokątne filary (w bramach i obszarach handlowo-usługowych). Gzymsy wykonał sztukator i murarz Zygmunt Smoleń.

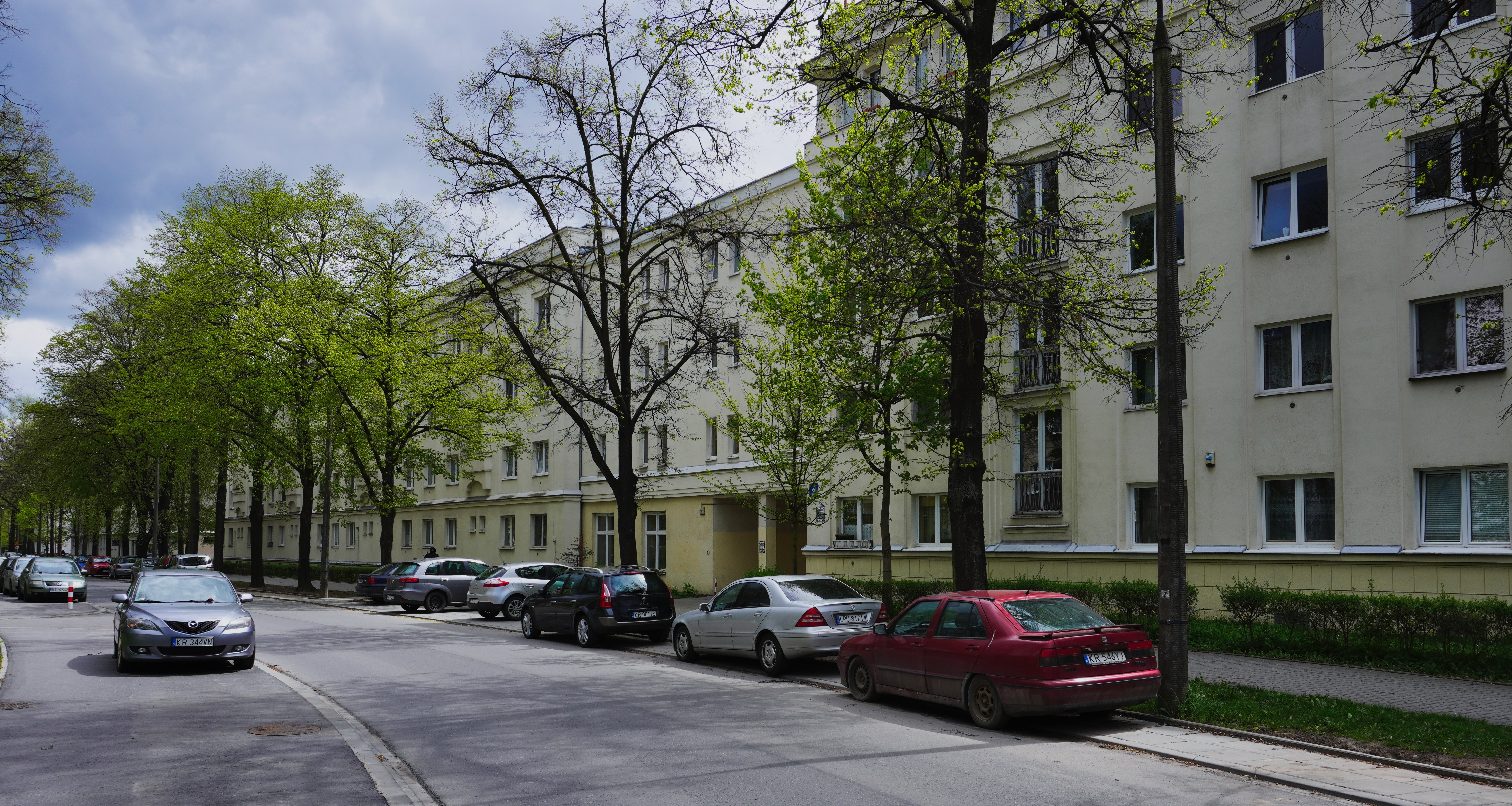
Północna strona osiedla, os. Ogrodowe 2
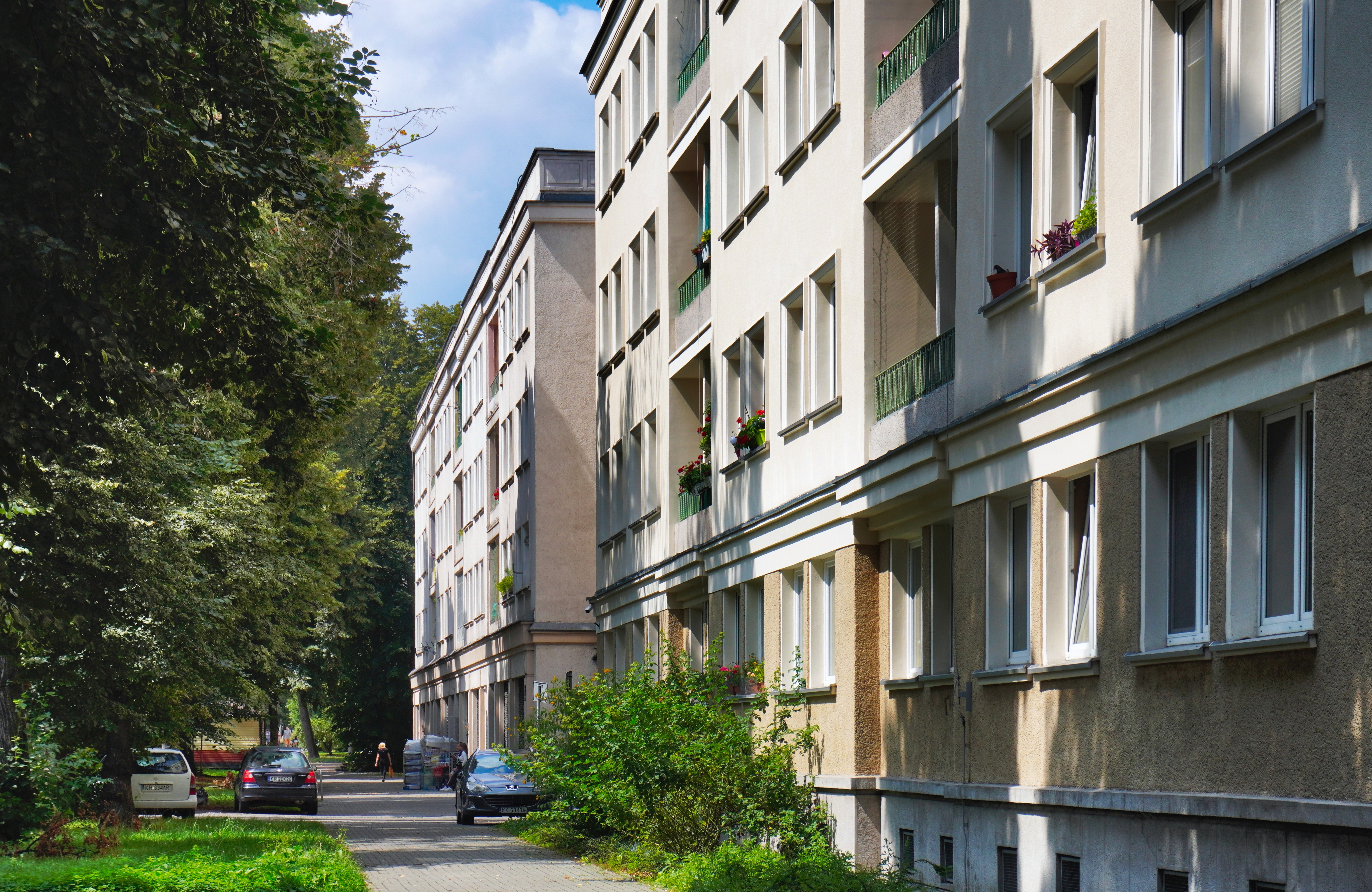
Południowa strona osiedla, os. Ogrodowe 11 i 12
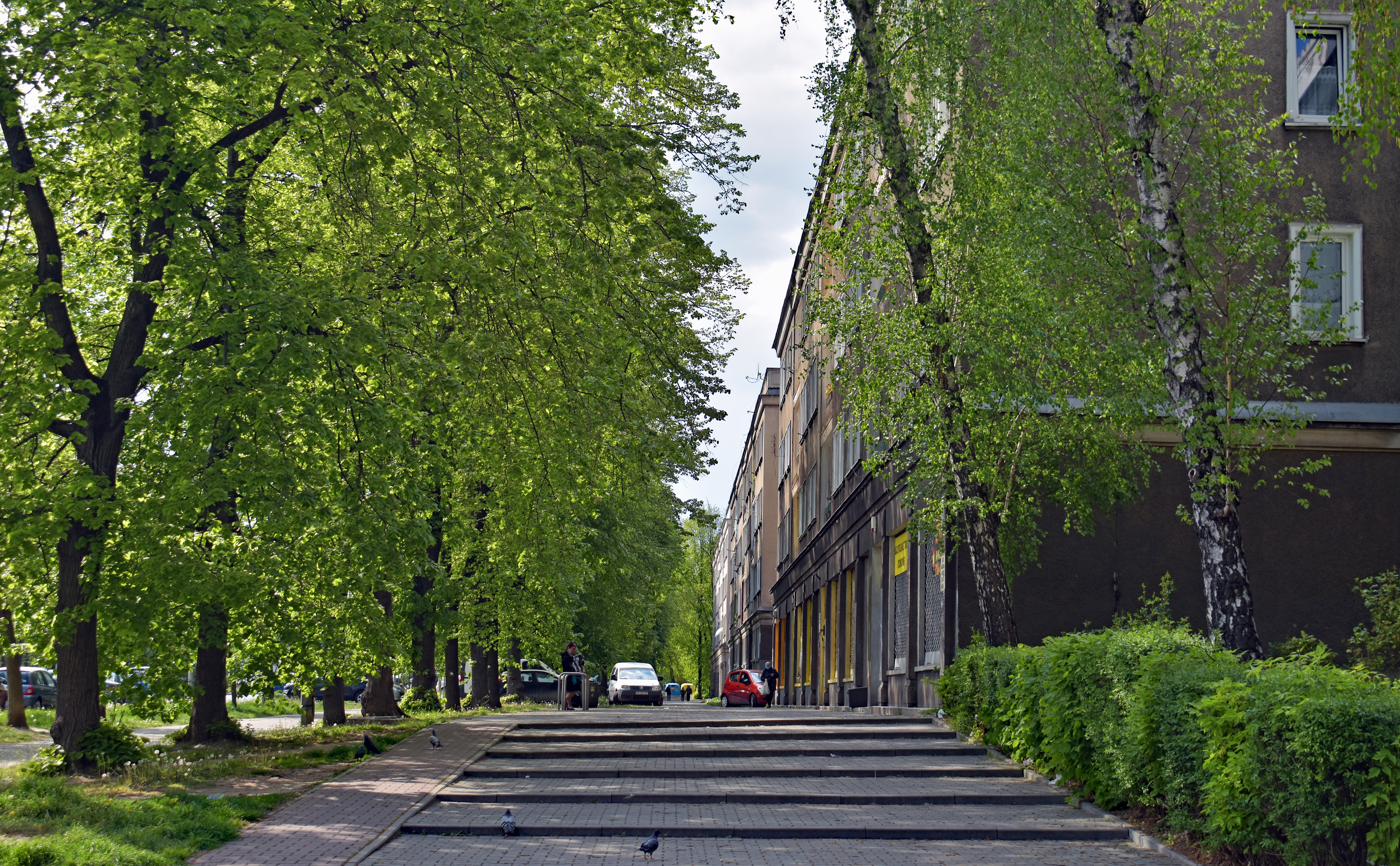
Południowa strona osiedla.
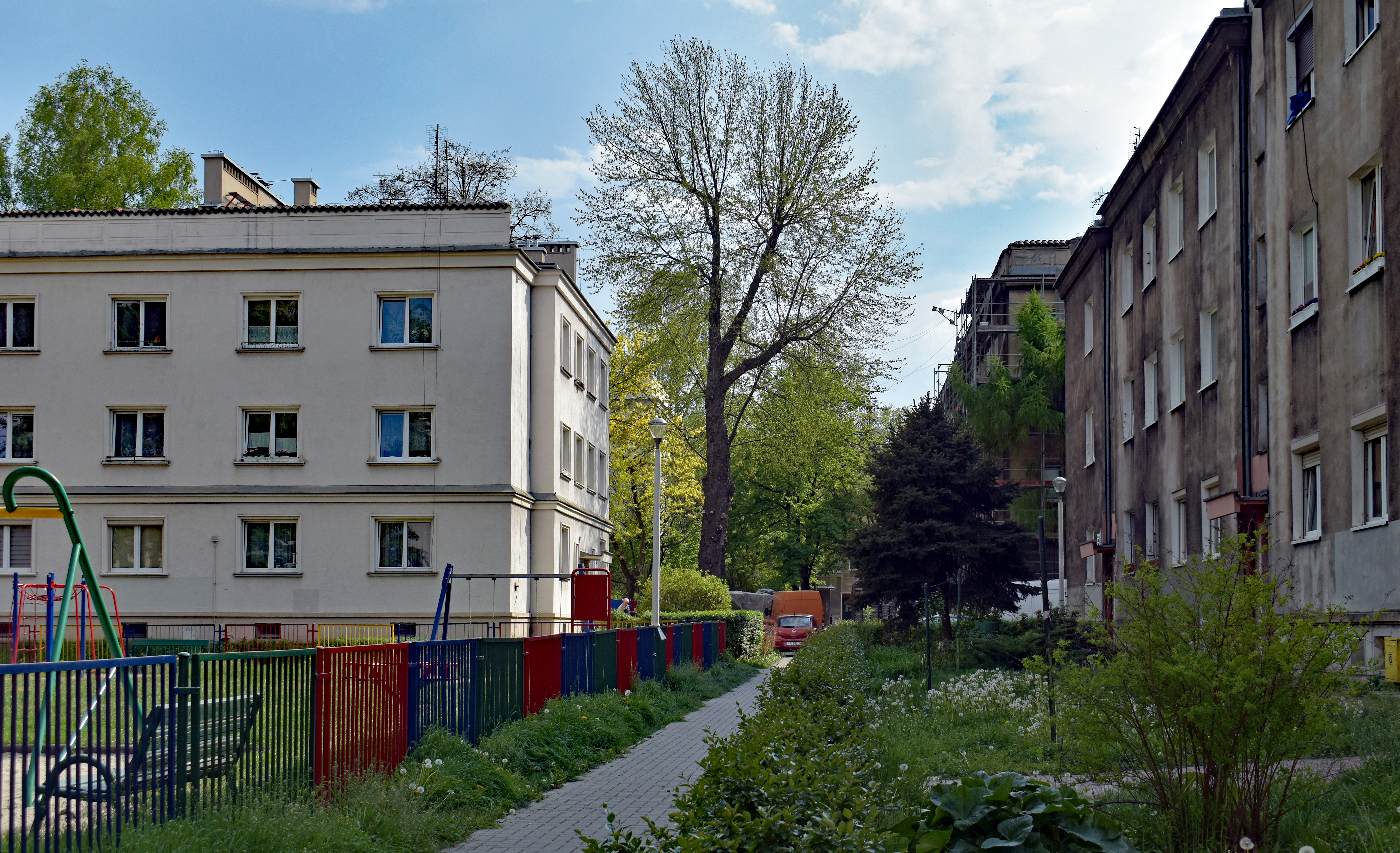
Wnętrze osiedla. Bloki nr 5 i 8.
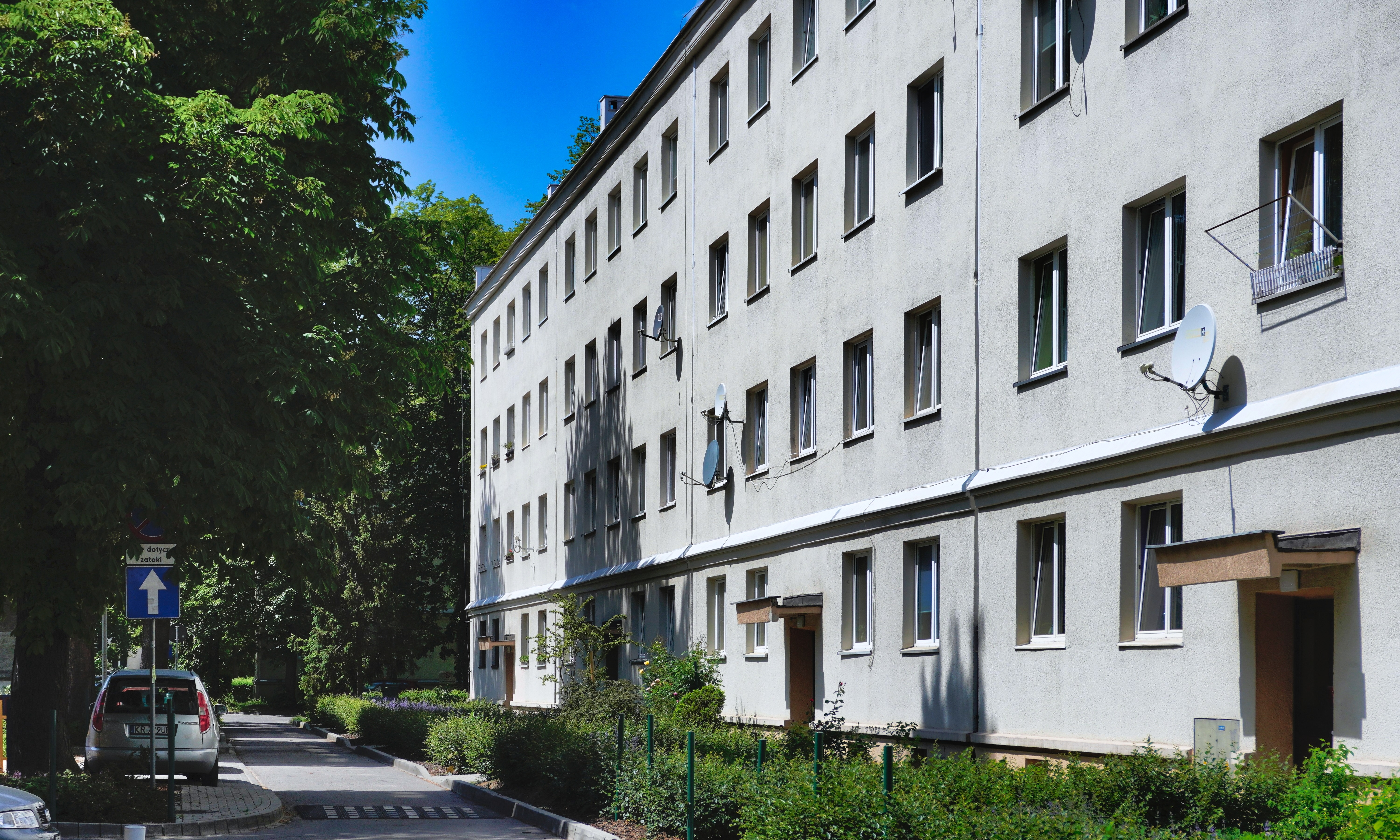
Wnętrze osiedla, os. Ogrodowe 6
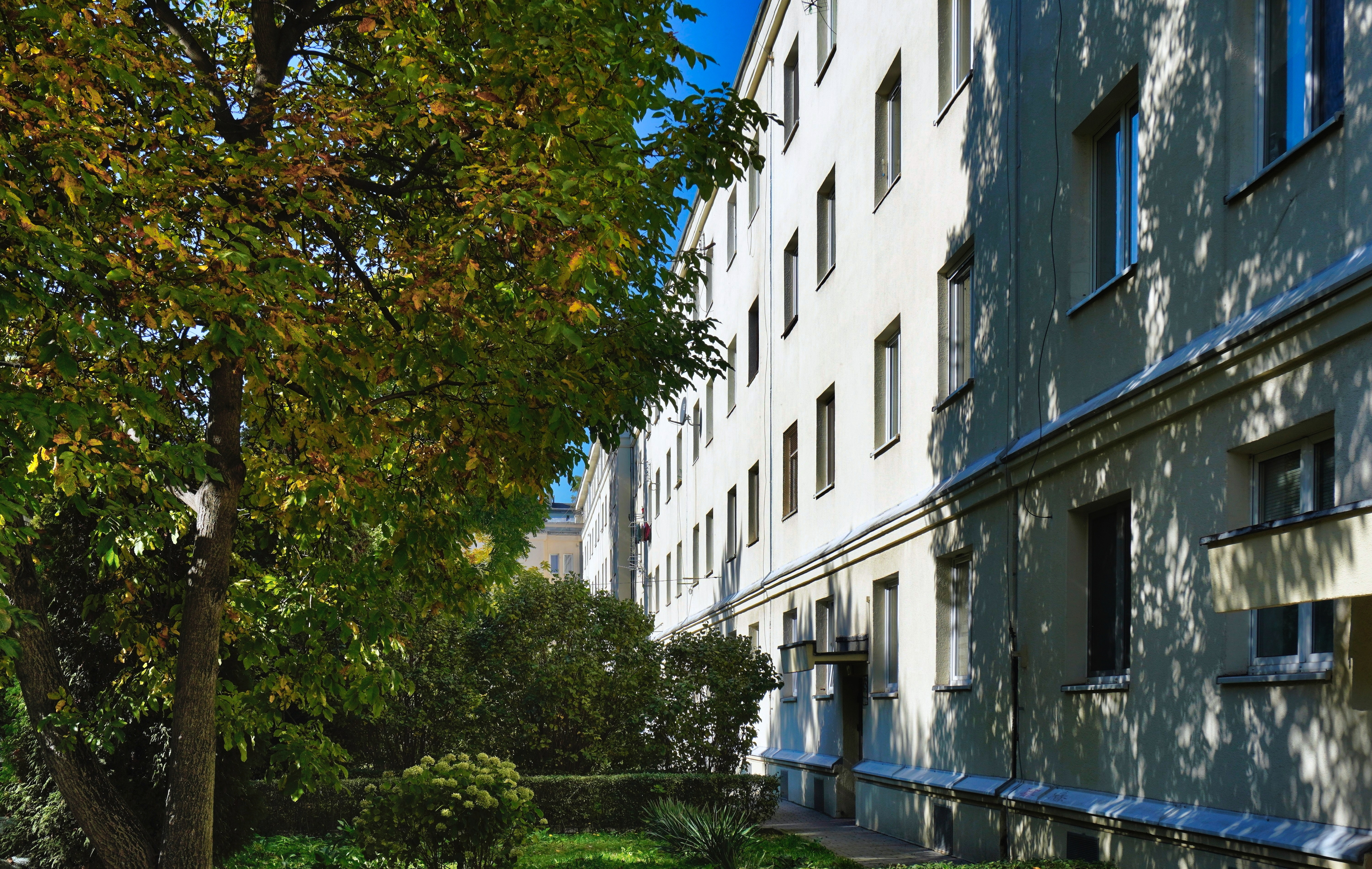
Wnętrze osiedla, os. Ogrodowe 2
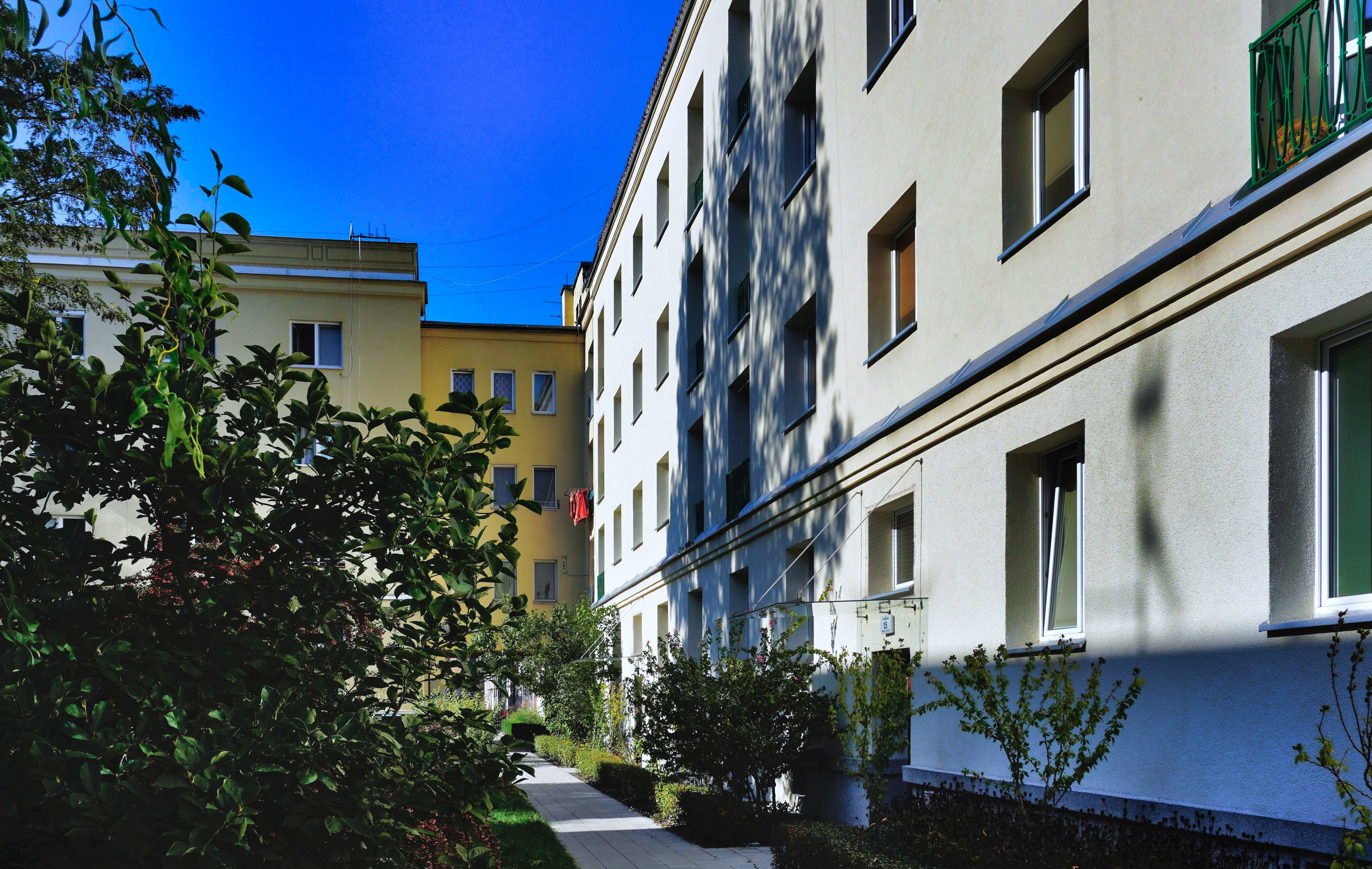
Wnętrze osiedla, os. Ogrodowe 15

## Źródła
- Ryszard Dzieszyński, Jan L. Franczyk „Encyklopedia Nowej Huty”, Wydawnictwo Towarzystwa Słowaków w Polsce, Kraków 2006, ISBN 83-74-90060-1
- Gminna Ewidencja Zabytków Kraków